# 佩罗牛属
佩罗牛属（学名：Pelorovis，意为“惊人/巨大的羊”）是一属已灭绝的非洲野生牛类，最早出现在250万年前更新世早期，在大约12000年前的晚更新世末期，甚至可能在大约4000年前的全新世期间灭绝。

## 分类
1913年，德国古生学家汉斯·雷克（Hans Reck）在探索德属东非（坦桑尼亚）北部的奥杜瓦伊峡谷（这也是古生物学家首次探索这个著名的地方）时发现了一具牛骨化石，他在1928年将其命名为奥杜维佩罗牛，归入新属佩罗牛属。因此，模式种是单一型的奥杜维佩罗牛。正模标本是保存在柏林的头骨化石和各种各样的骨头。
佩罗牛属第一具被发现的化石是在阿尔及利亚塞提夫市附近的布塞勒姆河（Bou Sellam River）地区发现的一个头骨，当地人在为一个新磨坊挖掘地基时，在挖到一米深处时发现了一个头骨，随后它由一位名叫里博维勒（M.Favre de Ribauvillers）的人运到巴黎。这个头骨现在被归类为古佩罗牛，乔治·路易斯·迪韦尔诺瓦（Georges Louis Duvernoy）最初将其描述为一种水牛，他在1851年将其命名为Bubalus(Arni) Antiquis。带着些许敬畏，迪韦尔诺瓦对头骨说：“這尺寸太出色了...向我展現了這個物種過去曾生存於此。”1978年，它被归为佩罗牛属。1994年，古佩罗牛被移到了非洲水牛属，随后，许多研究者也开始关注它。
凯索佩罗牛于1994年在乌干达凯索（Kaiso）地区被发现并被命名。哈吉斯（Hadjouis）和萨努尼（Sahnouni）在2005年认为它更接近于非洲水牛属。

### 系统分类学
2007年，比恩韦尼多·马里内斯-纳瓦罗（Bienvenido Martínez-Navarro）及其同事对化石遗骸的形态进行了一项研究，得出结论认为佩罗牛属可能不是单系群。根据他们的研究结果，图尔卡纳佩罗牛和奥杜维佩罗牛等本属的早期物种应该属于牛属，此外他们还发现晚更新世的古佩罗牛似乎是现代非洲水牛的近亲，因為本屬的模式种是奥杜维佩罗牛，这种分類觀點本质上是把本属視為牛属的异名，基於此理論，這些研究人員提出牛屬於上新世起源自東非的假說。此研究的部分作者在2014年又发表的另一篇论文中重申了他们認為图尔卡纳佩罗牛和奥杜维佩罗牛應歸入牛属的觀點。亚历山大·哈萨宁（Alexandre Hassanin）則指出马里内斯-纳瓦罗等人的研究僅分析了歐洲的牛屬物種（原牛），沒有將亚洲的牛屬與野牛屬物種加入分析，因此結論不一定能反映亞洲牛亚科化石种的演化過程，且如果將佩罗牛属處理成牛屬的异名，也意味着其他更新世牛科化石属如丽牛属和上丽牛属（Epileptobos）等也將是牛属的异名。2018年汤（Tong）等人在对中国原始牛属化石代表性的研究中使用形态学理论来质疑牛属起源自非洲的结论，認為奥杜维佩罗牛的化石形態與牛屬差異過大，支持牛屬起源自南亞的假說，將印度的早更新世化石物种尖额牛視為牛属較早的演化支。

### 词源学
1928年，雷克选择了“pelorovis”这个类属修饰语，它是一个由希腊语πλωρρς（péloros，意思是“巨大的”或“ground and terrable”）和拉丁语ovis（意思是“羊”）组成的复合词。

## 描述

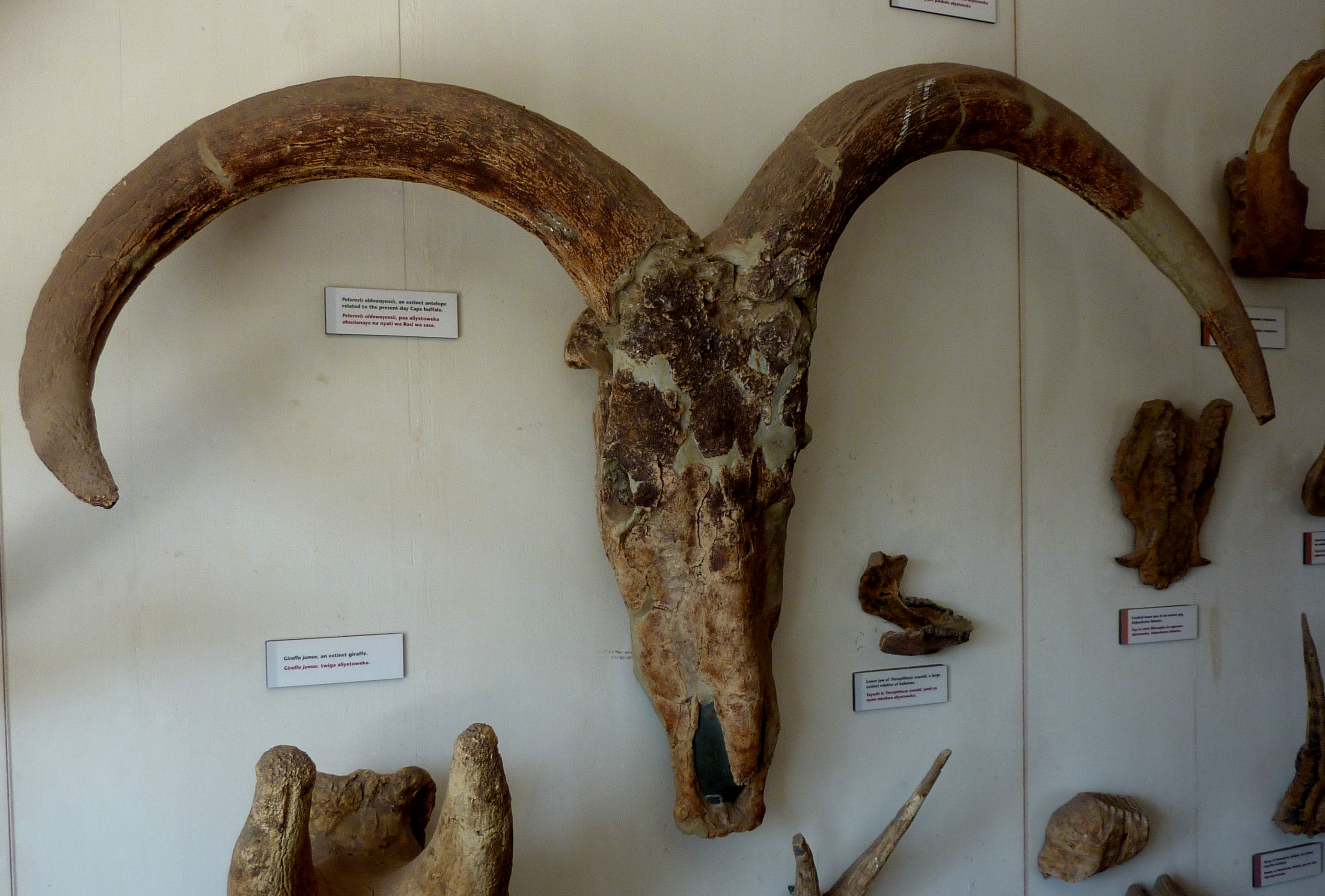
奥杜维佩罗牛的头骨

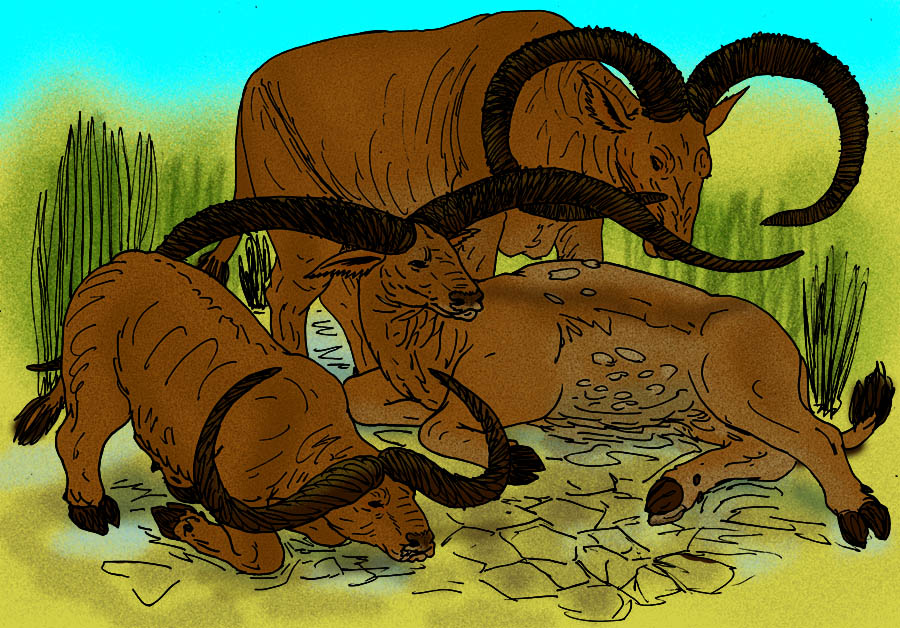
古佩罗牛、图尔卡纳佩罗牛和奥杜维佩罗牛（从左到右）

佩罗牛属长得很像非洲水牛，不过它个头更大，角也更长且弯曲。佩罗牛属大概重1200公斤（2600磅），最大的雄性可达2000公斤（4400磅）。这使得它被列为最大的牛之一，事实上佩罗牛是有史以来最大的反刍动物之一，在重量上可以与已灭绝的美国长角野牛和亚洲长颈鹿类巨型西瓦鹿，以及现存的非洲长颈鹿相匹敌。角的骨性核心各约1米（3.3英尺）长；当被角蛋白覆盖（角蛋白在化石化过程中无法保存）时，它们的角的长度可能是这一长度的两倍。角指向头部，奥杜维佩罗牛和图尔卡纳佩罗牛的每个角都可以形成一个半圆形。

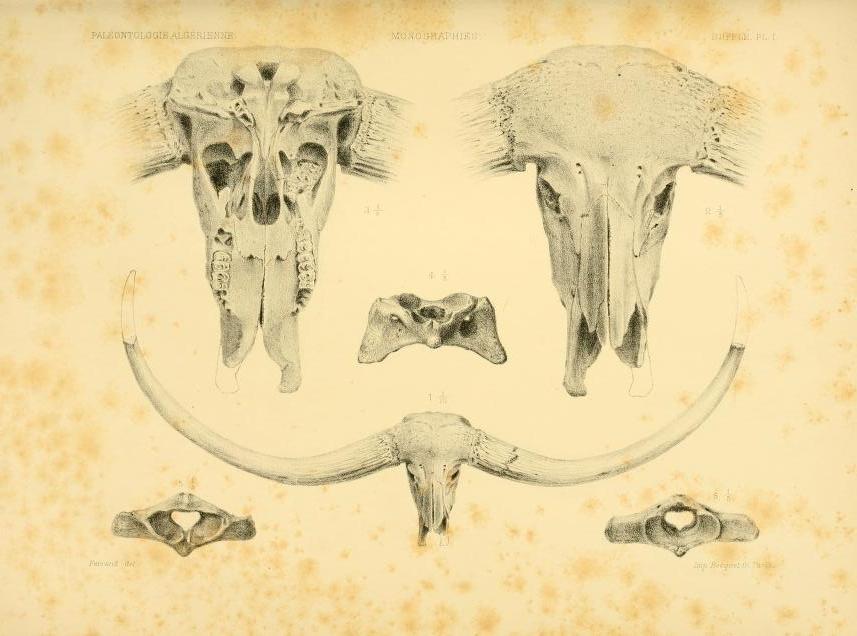
发现于阿尔及利亚的古佩罗牛化石的插图

古佩罗牛的角更为壮观。它们的头骨呈规则的圆弧形，第一个已知头骨的骨核长达2.4米（7.9英尺），形状类似于野生水牛。奥杜维佩罗牛的大小与现代非洲水牛大致相同，但它们的腿更长，它们拉长的头部会让人联想到现代的狷羚亚科。古佩罗牛则很粗壮。跟据在阿尔及利亚发现了大量佩罗牛属化石的奥古斯特·波梅尔（Auguste Pomel）的描述，在现实中，佩罗牛属从口吻到尾巴末端的体长为3米（9.8英尺），肩隆高1.85米（6.1英尺），后躯高1.7米（5.6英尺）。

## 分布
大约12000年前，佩罗牛属从非洲南部和东部消失了。化石和考古证据表明，佩罗牛属在北非一直生存到了4000年前。奥杜维佩罗牛出现在撒哈拉以南的非洲地区，大约在80万年前消失。
该属最著名的物种奥杜维佩罗牛在坦桑尼亚的奥杜瓦伊峡谷中发现；一具完整的古佩罗牛化石在阿尔及利亚的杰勒法省地区被发现。

## 生态学
古佩罗牛最初是在一个以前被水淹过（“大洪水”）的地区发现的。佩罗牛属极其巨大的角表明该属栖息在树木稀少的地区。从岩画来看，一对雄性佩罗牛属（图示睾丸）似乎会低着头互相撞击对方的角来进行搏斗——这一点已多次图画中被展示。根据非洲的一些古老艺术遗迹（如岩画）可知，它们似乎生活在规模庞大的兽群中。

## 與人類的關係

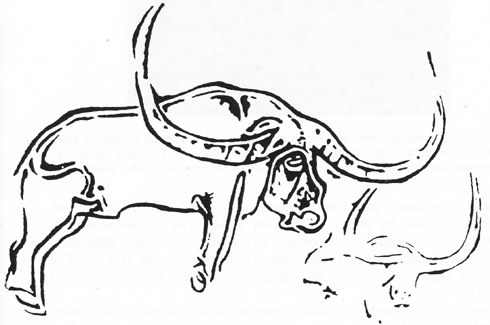
来自北非“大布巴林”的岩画，被认为是描绘古佩罗牛的

马拉喀什地区发现了大量的岩画，描绘了古佩罗牛这一物种：在阿特拉斯山脉中、撒哈拉沙漠中以及靠近大西洋和地中海海岸的地区。这种艺术形式在从突尼斯到阿尔及利亚再到摩洛哥的广阔地区中被发现。根据乔治-巴塞莱米·梅德里克·弗拉芒（Georges-Barthélemy Médéric Flamand）的描述，描绘佩罗牛属的艺术有两种风格：一种是撒哈拉风格，另一种是沿海/阿特拉斯风格。这两种艺术形式表明，使用长矛的柏柏尔人可能是第一批积极猎杀佩罗牛属的人。